# Vương miện Hoa hậu Hoàn vũ
Vương miện Hoa hậu Hoàn vũ (Tiếng Anh: Miss Universe Crown) là thuật ngữ để chỉ những chiếc vương miện được Tổ chức Hoa hậu Hoàn vũ chọn làm vương miện chính thức và dành tặng cho tân hoa hậu. Hiện tại, vương miện Force of Good là vương miện chính thức và đang được đội bởi Hoa hậu Hoàn vũ 2022 - R'Bonney Gabriel

## Vương miện Star Of The Universe (1954 - 1960)
Nguyên liệu của vương miện Star of Universe được làm bằng vàng, vàng trắng, pha lê và hồng ngọc. Ngoài ra, không có bất cứ thông tin gì về chiếc vương miện này.

## Vương miện 10th Anniversary (1961 - 1962)
Vương miện là chế tác mới nhằm kỷ niệm 10 năm cuộc thi ra đời kể từ năm 1952. Nguyên liệu chủ yếu là vàng, vàng trắng và pha lê. Ở đỉnh vương miện có hình ngôi sao tượng trưng cho đức tình thục nữ của tân hoa hậu.

## Vương miện Sarah Coventry (1963 - 1972)
Vương miện được chế tác bằng nguyên liệu đơn giản là vàng và vàng trắng. Thiết kế ở giữa là cô gái cầm quyền trượng quyền lực tượng trưng cho tiếng nói của phụ nữ lúc bấy giờ.

## Vương miện Chandelier (1973 - 2001)
Vương miện Chandelier được Tổ chức hoa hậu Hoàn vũ chọn làm vương miện chính thức từ năm 1973 đến năm 2001 và là vương miện được sử dụng lâu đời nhất lịch sử hoa hậu Hoàn vũ, cũng được xem là vương miện cuối cùng của lịch sử hoa hậu Hoàn vũ chế tác theo lối truyền thống. Vương miện được đính hơn 2.500 viên pha lê và khung được làm bằng vàng trắng. Ngoài ra, không có thông tin cụ thể về chiếc vương miện này.

## Vương miện Mikimoto (2002 - 2007) (2017 - 2018)
Bài chi tiết: Vương miện Mikimoto
Bắt đầu từ năm 2002 đến năm 2007, trong đêm đăng quang người chiến thắng Hoa hậu Hoàn vũ sẽ được nhận một chiếc vương miện trong đêm đăng quang được thiết kế bởi nhà thiết kế Mikimoto. Vương miện Mikimoto có giá trị tới 250.000 USD, gồm có 800 viên kim cương 18 cara và 120 viên ngọc trai. Vương miện truyền thống sử dụng trong cuộc thi Hoa hậu Hoàn vũ được làm mô phỏng hình dáng chim phượng hoàng. Hoa hậu Hoàn vũ 2008 và Hoa hậu Hoàn vũ 2015 đã sử dụng chiếc vương miện để "finawalk" ở năm 2009 và chụp ảnh cuối cùng với tư cách là hoa hậu Hoàn vũ ở năm 2016. Năm 2017 và 2018 chiếc vương miện này lại tiếp tục được sử dụng trong đêm đăng quang.

## Vương miện PNJ - Vietnamese (2008)
Để dành cho Hoa hậu Hoàn vũ 2008, một chiếc vương miện mới do PNJ (Công ty vàng bạc đá quý Phú Nhuận) chế tạo đã được ra mắt. Chiếc vương miện này trị giá 120 ngàn USD, nó được làm từ vàng và bạch kim 18K, trên đó đính hơn 1.000 viên đá quý; 555 viên kim cương trắng (30 carat), 375 viên kim cương màu (14 carat), 10 viên pha lê (20 carat) và 19 viên đá quý morganite (60 carat).

## Vương miện Peace Diamond (2009 - 2013)
Năm 2009, cuộc thi được tổ chức ở Bahamas có ba vương miện được đề cử làm vương miện cho Hoa hậu Hoàn vũ 2009. Kết quả vương miện mang tên Peace (chiến thắng), trở thành vương miện Hoa hậu Hoàn vũ 2009. Năm 2016, trong lúc Hoa hậu Hoàn vũ 2016 thì xảy ra sự cố mà hình ảnh hoa hậu đương nhiệm phải gắn liền với vương miện nên phải dùng lại vương miện Peace Diamond.

## Vương miện DIC (2014 - 2016)
Vương miện thuộc tổ chức hoa hậu Hoàn vũ và được cho là lấy cảm hứng từ cảnh quan thành phố New York, đặc biệt là Manhattan. Vương miện có năm viên đá topaz lớn, 198 viên ngọc bích, 311 viên kim cương và 33 viên pha lê mờ. Tổng trọng lượng của vương miện là 411g. Một trong những đặc điểm khác biệt của vương miện là sự ổn định của nó vì đây là một trong những lo ngại mà tổ chức muốn được giải quyết bởi Diamond International Corporation, người tạo ra vương miện mới. Mặc dù, trước đó đã giảm rất nhiều trong quá trình bọc dầu và điều này tạo ra vấn đề bảo trì.

## Vương miện Mouawad - Power Of Unity (2019 - Hiện nay)
Năm 2019, một chiếc vương miện mới mang tên Power of Unity (tạm dịch: Sức mạnh của sự đoàn kết) được lấy cảm hứng từ lá thường xuân với các cành lá, hoa vươn dài, đan xen chặt vào nhau tượng trưng cho sự đoàn kết, tương trợ giữa các quốc gia, châu lục được sử dụng. Power of Unity được chế tác bởi Mouawad trị giá 5.000.000 USD. Khung vương miện được chế tác bằng vàng 18 carat và hơn 1.700 viên kim cương được đính kết tỉ mỉ cùng điểm nhấn là viên kim cương vàng 62,83 carat cực quý hiếm có nguồn gốc từ Botswana.